# Tipula (Eumicrotipula) araguensis
Tipula (Eumicrotipula) araguensis is een tweevleugelige uit de familie langpootmuggen (Tipulidae). De soort komt voor in het Neotropisch gebied.